# Laguna de Bay
Laguna de Bay (tagalsky Lawa ng Laguna) je jezero na ostrově Luzon na Filipínách. Nachází se jihovýchodně od Manily mezi provinciemi Laguna na jihu a Rizal na severu. Na západním břehu leží region hlavního města Manily. Je to největší jezero v zemi. Má rozlohu 949 km². Je 75 km dlouhé. Dosahuje maximální hloubky 2 m. Leží v nadmořské výšce 2 m.

## Pobřeží
Jezero má tvar písmene W se dvěma poloostrovy na severním břehu.

## Ostrovy
Na jezeře se nacházejí tři ostrovy Talim, Calamba a Los Baños.

## Vodní režim
Z jezera odtéká řeka Pasig, která ústí do Manilského zálivu u Manily. Kvalita vody je na rozdíl od ostatních jezer na Filipínách pečlivě monitorována, protože je důležitá pro rozvoj manilské aglomerace.

## Osídlení pobřeží
Na jihovýchodním břehu leží město Santa Cruz.